# Мочари, Александр

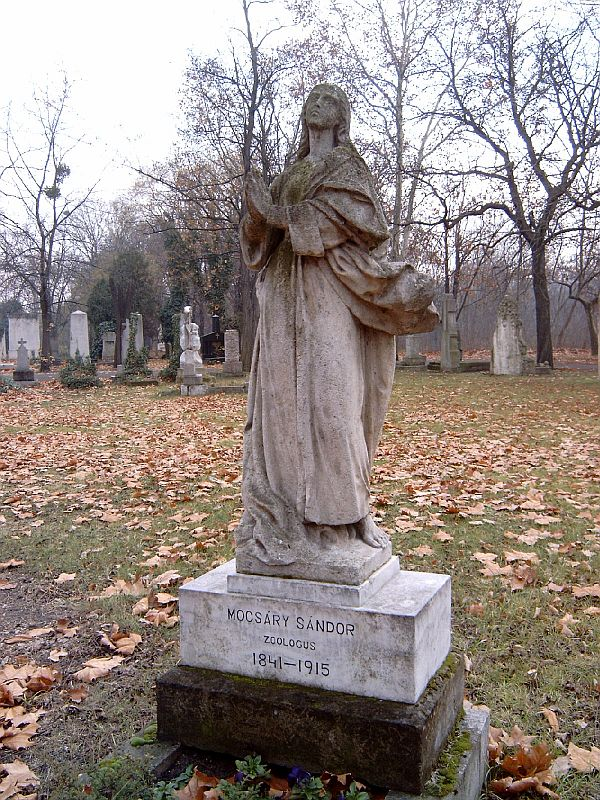
Могила Александра Мочари в Будапеште.

Александр (Шандор) Мочари (англ. Alexander Mocsáry, венг. Sándor Mocsáry; 27 сентября 1841 — 26 декабря 1915) — венгерский энтомолог, член-корреспондент Венгерской академии наук. Крупный систематик, описал более 600 новых для науки видов насекомых, главным образом, из отряда перепончатокрылые (осы, пчёлы, наездники).

## Биография
Родился 27 сентября 1841 года в г. Орадя (Австро-Венгрия, на территории современной Румынии, на границе с Венгрией), где в 1859 году окончил местную гимназию. Из-за болезни (туберкулёз) не закончил обучение, которое вынужден был продолжить в домашних условиях, а затем в Вене, где учился на факультете естественных наук Венского университета. Брат венгерского писателя и финансиста Mocsáry Béla (1851—1917).
- 1870 — начало работы в Венгерском национальном музее (Magyar Nemzeti Múzeum).
- 1910—1914 — директор департамента Музея, создание крупной коллекции перепончатокрылых насекомых.

Умер 26 декабря 1915 года в Будапеште.

## Награды и признание
- 1884 — член-корреспондент Венгерской академии наук (Magyar Tudományos Akadémia)
- 1882 — Премия Венгерской Академии наук за монографию о перепончатокрылых насекомых
- 1900 — Императорский премия за заслуги в области науки
- 1910 — Офицерский крест Императорского австрийского ордена Франца Иосифа
- Президент Венгерского энтомологического общества
- Почётный член Русского энтомологического общества
- Более 50 видов насекомых названы в честь Александра Мочари (включая род перепончатокрылых насекомых  F. W. Konow, 1897)[5]

## Основные труды
Автор более 200 публикаций.
- Természetrajzi szemelvények. Értekezések az állat- és növénytan köréből. Nagyvárad, 1868. (в соавторстве с Podhráczky Ferenccel).
- A magyar fauna másnejű darázsai. Heterogynidae faunae Hungaricae. Budapest, 1880. (Mathematikai és Természettudományi Közlemények XVIII).
- A magyar fauna fémdarazsai. Chrysididae faunae Hungaricae. Budapest, 1882.
- Literatura Hymenopterorum. Budapest, 1882.
- Európai és másföldi új hártyaröptűek. Budapest, 1884. (Értekezések a természettudomány köréből, XIII. 11.).
- Földünk fémdarázsainak magánrajza. Monographia Chrysidarum orbis terrarum universi. Budapest, 1889.
- A magyar birodalom állatvilága. Fauna regni Hungariae. Hymenoptera. Magyarország ezeréves fennállásának emlékére kiadta a magyar természettudományi társulat. Budapest, 1897.
- A magyar birodalom állatvilága. Fauna regni Hungariae. Neuroptera et Pseudo-Neuroptera. Budapest, 1899.
- Ordo. Hymenoptera. In: Paszlavsky, J.: Fauna Regni Hungariae. Regia Societas Scientiarum Naturalium Hungarica, Budapest: 7-113 (1918)